# Bentley State Limousine
La Bentley State Limousine è una vettura di Stato a esclusivo uso della Casa Reale inglese, realizzata appositamente dalla Bentley nel 2002 in occasione del Giubileo d'Oro della regina Elisabetta II; pertanto, è una vettura non presente in commercio.
Il primo dei due modelli commissionati è stato consegnato alla regina il 29 maggio del 2002, presso la residenza reale di Windsor.

## Caratteristiche
La vettura è realizzata con questa configurazione in due soli esemplari, analogamente a quanto già accaduto per le due precedenti Rolls-Royce Phantom VI presenti nel parco veicoli a disposizione della Casa reale britannica.
Entrambe le vetture, realizzate con la specifica tinta bicolore nero-bordeaux della casa Reale inglese, sono state realizzate sulla base della Arnage ma sono caratterizzate da alcuni elementi tecnici ed estetici specifici, come il disegno inedito della fanaleria, il profilo rastremato del cofano anteriore, nonché il disegno curviluneo e spiovente della coda. 
Analogamente a quanto già accade con gli stemmi dei svariati modelli di Rolls-Royce, Daimler e Jaguar della casa reale britannica, quando il sovrano inglese è presente a bordo, il celebre simbolo Bentley della Flying B presente sulla calandra anteriore viene sostituito dalla tipica statuetta di San Giorgio che sconfigge il drago, oppure da una statuetta raffigurante un leone nel caso egli si debba recare in territorio scozzese; inoltre, come tutte le vetture di Stato britanniche in uso alla famiglia reale, è provvista delle specifiche insegne illuminate riportanti lo stemma reale montate esternamente sopra il parabrezza e internamente, nonché l'immancabile stendardo reale britannico, montato su un'apposita insegna posta sul tettuccio e, come per tutte le vetture di Stato a uso del sovrano inglese, non è prevista l'applicazione della targa.

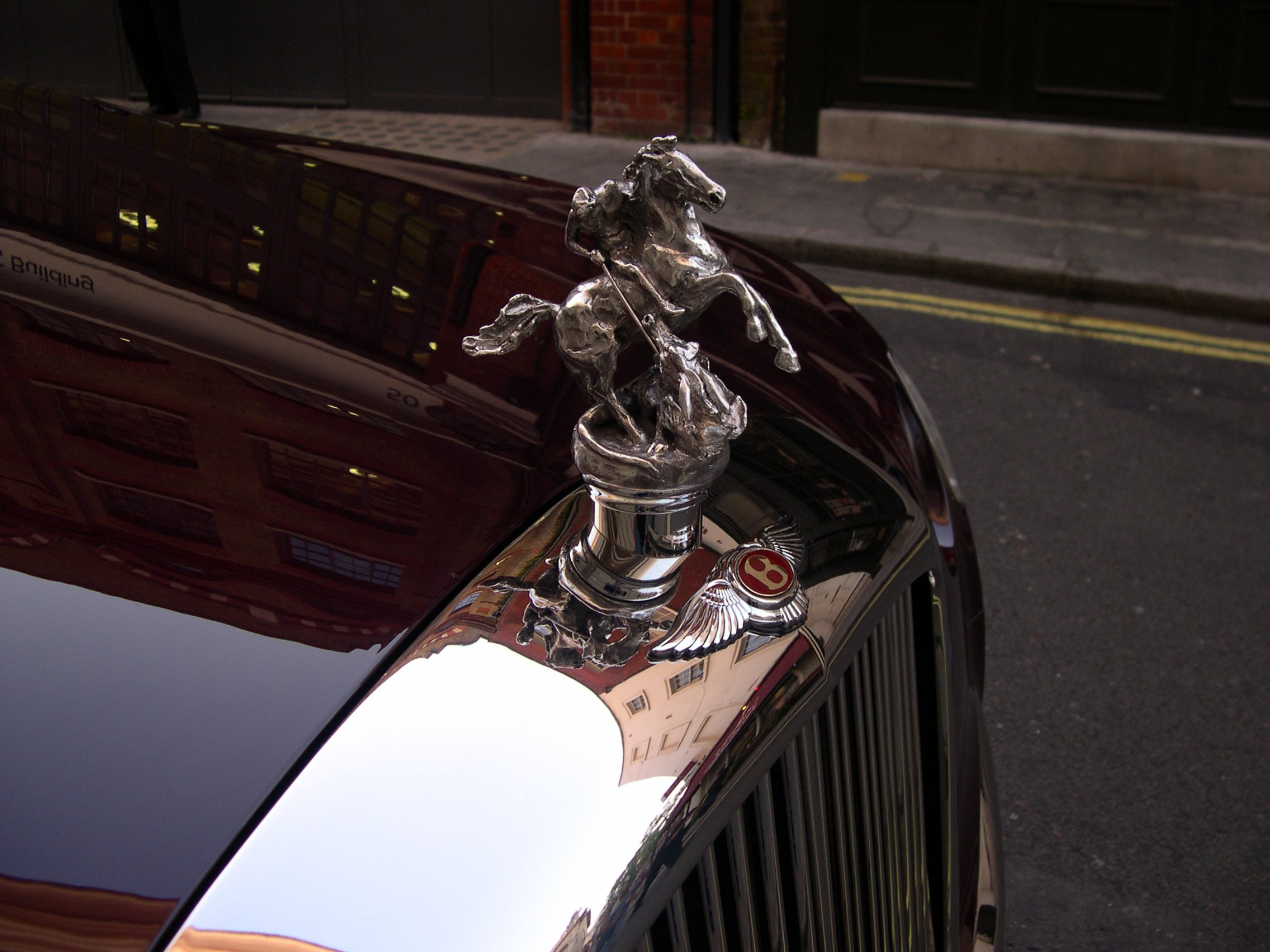
Lo stemma raffigurante la scultura equestre di San Giorgio che sconfigge il drago. Essa viene applicata ogni volta che la vettura è utilizzata per trasportare il sovrano in carica sui territori del Regno Unito a esclusione della Scozia, dove viene applicata un'apposita statuetta raffigurante un leone

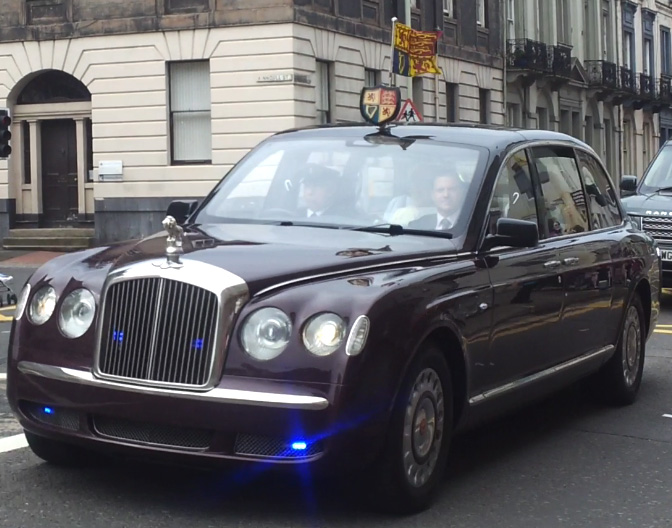
La vettura durante una visita in Scozia con i lampeggianti blu accesi, le insegne reali, lo stendardo e lo stemma raffigurante il leone sulla calandra, anziché la statuetta di San Giorgio che sconfigge il drago

Le dimensioni esterne sono analoghe a quelle della Arnage ma il passo è stato allungato di 85 centimetri; anche l'altezza e la larghezza sono maggiorate per consentire una migliore abitabilità interna, mentre gli sportelli posteriori sono ad apertura inversa, per consentire un più agevole accesso. Oltre alla già sontuosa dotazione di serie delle prestigiose Bentley e all'esclusivo allestimento Mulliner, la zona posteriore interna dell'abitacolo della vettura è caratterizzata da rivestimenti di colore grigio chiaro, realizzati con preziose pelli e satin dagli artigiani tessili britannici Hield e da specifici comandi elettrici richiesti dal committente. L'abitacolo è separato dai due posti anteriori da un apposito divisorio e, nell'area posteriore, trovano posto due ampie poltrone con due sedili pieghevoli posti di fronte, nel senso inverso di marcia; in tutto la vettura può ospitare sei persone.
Entrambi i modelli hanno la guida a destra e montano un motore V8 da 6,75 litri sovralimentato da due turbocompressori, che eroga una potenza di 405 CV a 4.000 giri/minuto, con una coppia motrice di 835 N·m. La trazione è posteriore e la trasmissione a quattro rapporti è automatica, con controllo elettronico e blocco del convertitore. 
Nel gennaio del 2009, la Casa reale britannica ha annunciato che entrambi i propulsori delle State Limousine sono stati convertiti all'utilizzo di biocarburanti ottenuti dalla miscela di 25% di benzina e 75% bioetanolo ricavato dalla fermentazione di rifiuti organici provenienti dalle tenute reali.
Per ovvie ragioni non mancano severe dotazioni di sicurezza anche se i dettagli costituiscono informazioni riservate. Le uniche caratteristiche note sono una speciale blindatura a prova di esplosione, la pressurizzazione dell'abitacolo per resistere a eventuali attacchi con gas chimici, batterie supplementari e gli pneumatici antiforatura, realizzati dalla Pirelli con una specifica mescola rinforzata con kevlar. Inoltre, il parabrezza, i finestrini laterali e il soffitto dell'abitacolo, tutt'uno con il lunotto posteriore, sono realizzati con cristalli multistrato infrangibili e oscurabili elettronicamente in caso di necessità. Quest'ultimo garantisce una grande luminosità interna e la massima visibilità nelle parate ufficiali, tuttavia una supplementare copertura scura per il lunotto e il tettuccio è altresì utilizzata per una configurazione più discreta. La vettura è anche dotata di una serie di lampeggianti blu mimetizzati nella carrozzeria e nella calandra.

## Utilizzi

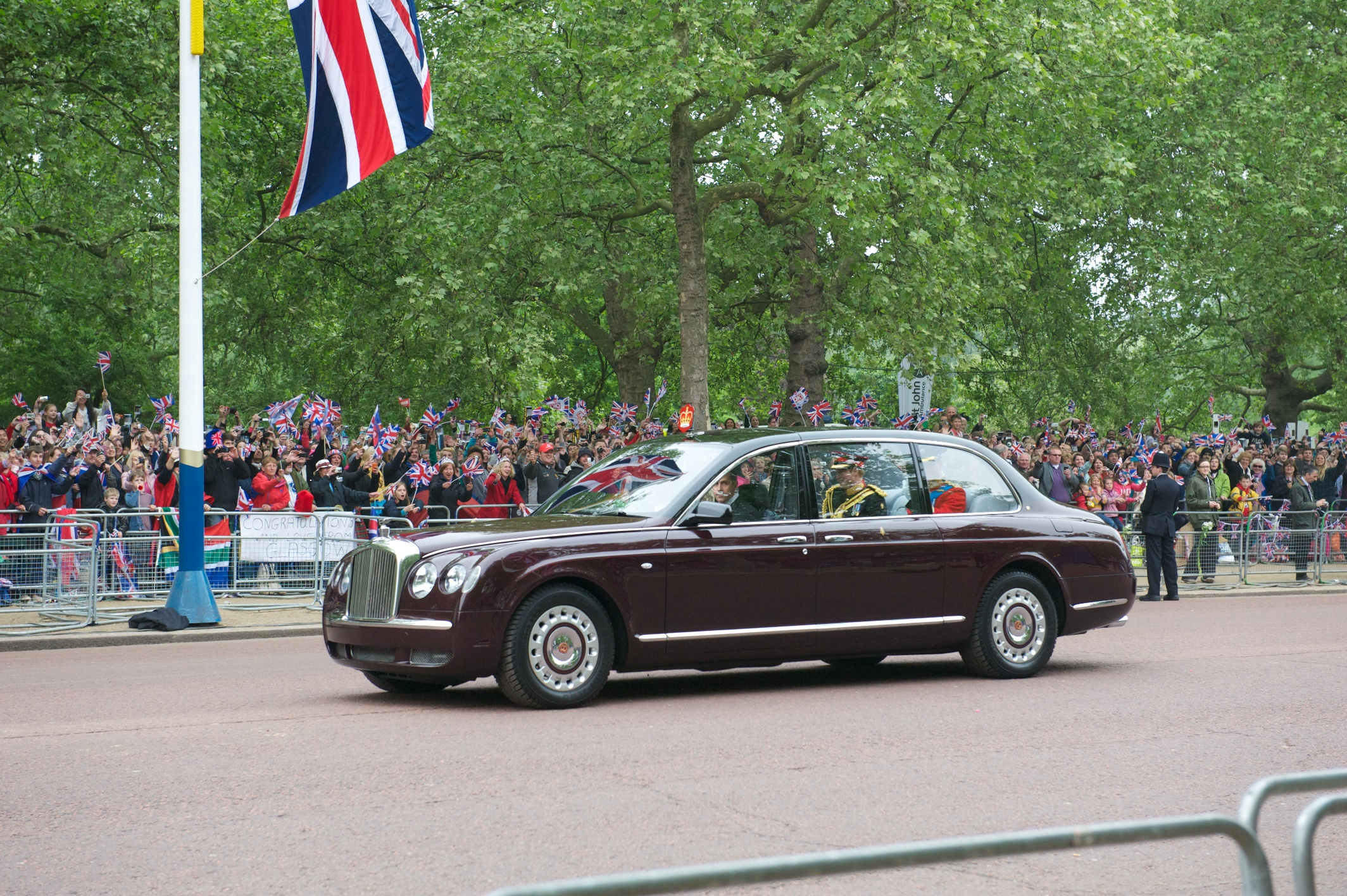
I principi Harry e William a bordo della Bentley State Limousine mentre percorrono il Mall, in direzione dell'Abbazia di Westminster nel giorno delle nozze del principe William

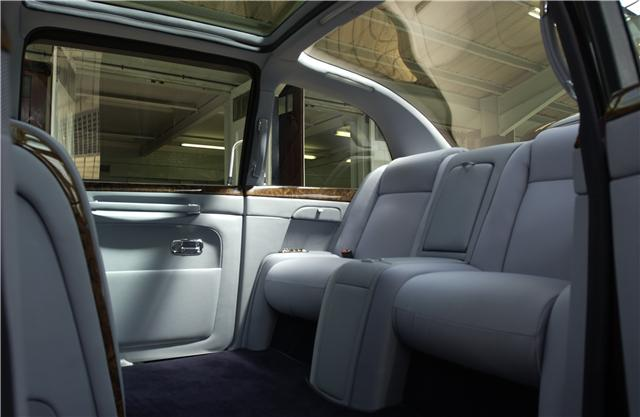
Una veduta degli interni dell'abitacolo posteriore

La Bentley State Limousine è utilizzata principalmente in cerimonie ufficiali o parate, seguendo un preciso protocollo di sicurezza che prevede una scorta ufficiale e in borghese della Royal Protection Squad e di altrettanti veicoli della polizia locale al seguito.
Tuttavia la regina Elisabetta II ha utilizzato abitualmente uno dei due veicoli anche per il tragitto tra la chiesa e le proprie residenze estive di Balmoral o Sandringham House.
Oltre alle cerimonie previste per il Giubileo d'Oro e per il Giubileo di Diamante della regina, le due State Limousine sono state anche utilizzate il 29 aprile 2011, giorno delle nozze reali del principe William con Catherine Middleton, per il tragitto tra Buckingham Palace e l'abbazia di Westminster; la prima fu utilizzata dalla regina Elisabetta II e dal principe Filippo, mentre la seconda dai principi William e Harry.
L'11 settembre 2022 una delle due Bentley State Limousine è stata utilizzata dalla principessa Anna e consorte, prendendo parte al corteo di sei vetture utilizzate per seguire l'autofunebre che trasportava il feretro della Regina Elisabetta II, lungo il tragitto che ha condotto la salma della defunta regina dal Castello di Balmoral, fino al palazzo di Holyrood House di Edimburgo, nel primo tratto del corteo funebre in terra scozzese previsto dal relativo protocollo.